# The Moon Lay Hidden Beneath a Cloud
The Moon Lay Hidden Beneath a Cloud (engl. für Der Mond steht versteckt hinter einer Wolke) war ein österreichisches Duo, das als prägend für die Musikrichtung des Martial Industrial angesehen und als eine der wichtigsten Bands des frühen Dark Folks beschrieben wird.

## Geschichte
The Moon Lay Hidden Beneath a Cloud wurde 1992 in Österreich von Albin Julius und der Sängerin Alzbeth (Elisabeth) gegründet. Albin und Alzbeth lernten sich an der Universität kennen und begannen, zusammen Musik zu machen. Bereits 1991 hatten sie erste Auftritte, darunter einen in der Schweiz mit The Legendary Pink Dots. 1993 veröffentlichten sie ihr ebenfalls als The Moon Lay Hidden Beneath a Cloud betitelte Debütalbum bei dem eigens dafür gegründeten Label Arthur’s Round Table (ART) in der Schweiz. Bereits bei dem ersten Album verzichtete die Band auf Songtitel, was auch bei späteren Veröffentlichungen beibehalten wurde.
1994 erschien mit Amara Tanta Tyri ihr zweites Album, das als bekanntestes und einflussreichstes betrachtet wird und bei dem sich der mittelalterliche Einfluss offensichtlich wurde. Zudem gibt es Rückgriffe auf klassische Filme wie ein Song, der auf Fragmenten aus dem Films Das siebente Siegel von Ingmar Bergman basiert. Die im ersten Album noch vorherrschenden Ambient-Elemente treten auf Amara Tanta Tyri zurück, dafür treten Drum-Samplings und andere Perkussion-Einlagen hervor. Auch die folgenden Alben erschienen bei ihrem Label. Die Platten wurden über World Serpent vertrieben, die auch andere bekannte Szene-Bands Bands wie Sol Invictus, Nurse with Wound, Current 93, Death in June und Coil im Programm hatten.
Bei A Night in Fear von 1996 arbeiteten sie mit Deutsch Nepal zusammen. Das ebenfalls 1996 erschienene Album Were you of Silver, were you of Gold? wurde für den niederländischen Radiosender Radio 3 in der Sendung Grand Disco Classique aufgenommen und vereint Kriegstrommeln mit Themen zu Hexerei und Tod, traditionelle bosnische Lieder mit Siegesaufrufen und das Cover zeigt das kroatische Wappen. Neben weiteren Veröffentlichungen steuerten sie mehrfach Lieder zu Compilations bei, unter anderem für Knights of Abyss, Palace of Worms, Terra Serpentes und das ON-Magazin.
1997 trat The Moon Lay Hidden Beneath a Cloud beim Wave-Gotik-Treffen in Leipzig auf und veröffentlichte mit Untitled eine 7-Inch-Picture-Disc. Albin arbeitete zu dieser Zeit an seinem Soloprojekt Der Blutharsch und veröffentlichte auch das Debütalbum auf Arthur’s Round Table. Die letzte Veröffentlichung der Band wurde The Smell of Blood But Victory, ein Doppelalbum mit Titeln von The Moon Lay Hidden Beneath a Cloud, Der Blutharsch und Deutsch Nepal. 1998 löste sich die Gruppe mit der Trennung von Albin und Alzbeth auf. 1999 erschien mit Rest on Your Arms Reversed eine Compilation mit Titeln älterer Veröffentlichungen sowie einem bisher nicht veröffentlichtem Titel, Alzbeth veröffentlichte im Jahr 2000 ein Buch mit Songtexten.

## Stil
Die Musik von The Moon Lay Hidden Beneath a Cloud besteht vor allem aus elektronisch erzeugten Tönen und Melodien, angereichert mit verschiedenen Geräuschen und Litaneien sowie dem Gesang von Alzbeth. Der Stil reicht von reinen Ambient-Soundlandschaften bis hin zu stampfenden und martialisch wirkenden Hymnen und Märschen; der Gesang variiert von ruhigen, ätherischen Liebesliedern bis hin zu geschrieenen Kriegs- und Zerstörungserklärungen. Sie greifen dabei verschiedene Aspekte des europäischen Mittelalters auf, darunter Rituale, kirchliche Gesänge und Alltagsgeräusche. Um diese zu erzeugen, nutzten sie elektronische Geräte wie Sampler, Tonbandschleifen und Effektprozessoren sowie akustische und auch mittelalterliche Instrumente wie Schalmei, Drehleier, Rebec, Blockflöte, Hackbrett und Schlagzeug. Der Gesang wird in verschiedenen Sprachen vorgetragen, darunter Deutsch, Mittelhochdeutsch, Latein, Italienisch, modernes und historisches Englisch und Französisch.
In einem Interview im amerikanischen Descent magazine wurde sie wie folgt beschrieben:

“The medieval runs deep within the sounds of this excellent group, whom originates from middle europe. The essence of authenticity is undeniably strong, an impeccably accurate fusion of modern electronic and traditional music themes.”

„Das Mittelalter steckt tief in den Klängen dieser exzellenten Gruppe, die aus Mitteleuropa stammt. Die Essenz der Authentizität ist unbestreitbar stark, eine tadellose Verschmelzung moderner elektronischer und traditioneller Musikthemen.“

Nach eigenen Angaben hatten sie ein großes Interesse an vorchristlichen europäischen Mythen, allerdings eher aus kultureller Sicht als aus religiöser Sicht, während sie selbst jede monotheistische Konfession und Religion ablehnten.

## Diskografie

### Alben
- 1993: The Moon Lay Hidden Beneath a Cloud (Arthur's Round Table)
- 1994: Amara Tanta Tyri (Arthur's Round Table)
- 1996: A New Soldier Follows the Path of a New King (Arthur's Round Table)
- 1996: A Night in Fear (Mit Deutsch Nepal, Arthur's Round Table)
- 1996: Were You of Silver, Were You of Gold? (Arthur's Round Table)
- 1997: The Smell of Blood But Victory (Arthur's Round Table)
- 1999: Rest on Your Arms Reversed (Compilation; Arthur's Round Table)

### EPs und Singles
- 1995: Kostnice (Arthur's Round Table; limitiert auf 222 Exemplare)
- 1996: Yndalongg (Arthur's Round Table; 10-Inch, begrenzt auf 555 Exemplare)
- 1996: Madhr (Split-EP mit Hybryds, Arthur's Round Table)
- 1997: Untitled (Arthur's Round Table; 7-Inch-Picture-Disc, limitiert auf 222 Exemplare)

## Belege
1. 1 2 3 4  Tyler Davies: Interview mit The Moon Lay Hidden Beneath a Cloud, ursprünglich veröffentlicht in Descent magazine; abgerufen am 17. Februar 2024.
2. 1 2 3 4 5 6 7 8  Fernando O. Paíno: Inquisitorialmente admirable: The Moon Lay Hidden Beneath a Cloud auf mentenebre.com, 11. Juni 2007; abgerufen am 17. Februar 2024.
3. ↑  Arthur's Round Table, Label-Information auf discogs.com; abgerufen am 17. Februar 2024.
4. ↑  Knights of Abyss, Compilation auf discogs.com; abgerufen am 17. Februar 2024.
5. ↑  Palace of Worms, Compilation auf discogs.com; abgerufen am 17. Februar 2024.
6. ↑  Terra Serpentes, Compilation auf discogs.com; abgerufen am 17. Februar 2024.
7. ↑  ON: The World And Everything In It, Compilation auf discogs.com; abgerufen am 17. Februar 2024.
8. ↑  Der Blutharsch –- First, Album auf discogs.com; abgerufen am 17. Februar 2024.
9. ↑  Archivierte Bandhomepage; abgerufen am 17. Februar 2024.